# Theodore Roosevelt
Theodore 'Teddy' Roosevelt (født 27. oktober 1858, død 6. januar 1919), USA's 26. præsident 1901-1909 og i 1906 modtager af Nobels fredspris for sine bestræbelser for at afslutte den Russisk-japanske krig. Desuden havde han tidligere modtaget Kongressens Æresmedalje. Theodore Roosevelt, en fjern slægtning til den senere demokratiske præsident Franklin D. Roosevelt, var kendt under navne som Teedie, Teddy og TR.
Theodore Roosevelt (TR) var den anden i en række af fire søskende. Som resultat af, at han stammede fra en velhavende nordstatsfamilie af hollandsk afstamning, gik Roosevelt på Harvard og var op til flere gange på rejse i Europa. I oktober 1880 giftede Roosevelt sig med Alice Hathaway Lee, en rigmandsdatter fra Boston. 14. februar 1884 døde Roosevelts moder, og bare 11 timer senere døde Alice i barselssengen. Roosevelt tilbragte herefter nogle år i Det Vilde Vesten i et forsøg på at skabe sig et nyt liv som kvægfarmer. Efter en katastrofal vinter, hvor al Roosevelts kvæg døde, vendte han tilbage til sin barndomsby, hvor han opstillede til borgmesterposten, men tabte. Herefter giftede Roosevelt sig med Edith Kermit Carow, med hvem han fik fem børn. I 1887 vendte Roosevelt tilbage til amerikansk politik. Han helligede sig kommunalpolitikken, hvor han bekæmpede nepotisme og korruption i den offentlige administration. Roosevelts indsats gav pote, og han avancerede til politikommissær i New York City. Her gjorde Roosevelt sig så bemærket, at præsident William McKinley gjorde ham til viceflådeminister i 1897.
USA gik omkring århundredskiftet ind for en mere og mere imperialistisk linje, hvilket bl.a. udmøntede sig i et ønske om at få kontrollen over Det Caribiske Hav. Da cubanerne gjorde oprør mod det spanske styre, besluttede USA at træde ind i striden på cubanernes side. Dette resulterede i en krig mod Spanien i 1898. Her formåede Roosevelt at gøre sig bemærket ved at sørge for at komme til at stå i spidsen for kavaleriregimentet The Rough Riders, der bl.a. var involveret i den succesfulde storm af San Juan-højen på Cuba. Roosevelts optræden under krigen gav ham status som folkehelt, og det skaffede ham efterfølgende muligheden for at opstille og vinde guvernørposten for det republikanske parti i New York i 1899.
I 1900 blev Theodore Roosevelt opstillet som vicepræsident for William McKinley under dennes 2. periode. Da McKinley blev dræbt ved et attentat i 1901, blev Roosevelt USA's 26. præsident. Han var da 42 år gammel, den til dato (pr. 2023) yngste amerikanske præsident.
Som præsident videreførte Roosevelt den stormagtskurs, som var påbegyndt under forgængeren. Efter at have læst admiral Alfred T. Mahans bog, The Influence of Sea Power, blev Roosevelt en stor fortaler for en stærk flåde.
Roosevelt iværksatte påbegyndelsen af Panama-kanalen, og endvidere sørgede han for, at USA's Kongres stillede krav til kvaliteten inden for medicinal- og fødevareindustrien. En anden af Roosevelts bedrifter er også hans kamp for at sikre den amerikanske natur mod den fremadstormende industri. Han fik udvidet de fredede arealer i USA fra 50 til 190 millioner acres. I 1905 var Roosevelt mægler mellem Rusland og Japan i den russisk-japanske krig. Han løste opgaven, så begge parter kunne acceptere fredsaftalen. I 1906 mæglede han igen. Denne gang var det mellem Tyskland og Frankrig, der i den første Marokkokrise var i strid om Marokko.
Hen imod slutningen af Roosevelts 2. periode arbejdede han på at få sin krigsminister William H. Taft nomineret til præsidentvalget i 1909. Det lykkedes for Roosevelt, og han undlod herefter at opstille til præsident, men ikke fra at optræde på den politiske scene.
Efter sin afgang i 1909 fortsatte Roosevelt med at spille en politisk rolle. Efter storvildtjagt i Afrika og en rundrejse i Europa vendte Roosevelt hjem til et USA, der under præsident Taft havde skiftet politisk kurs. Det var mere, end Roosevelt kunne bære. Han stiftede Det Progressive Parti, også kaldet Bull Moose Partiet, og stillede op ved valget 1912 mod præsident Taft, men det afstedkom kun, at de begge tabte til demokraten Woodrow Wilson.
Sine senere år tilbragte han som ivrig fortaler for USA's deltagelse i 1. verdenskrig. 1914 tog Roosevelt på en ekspeditionstur til Brasilien, hvilket blev starten på enden for ham. En slem feber gjorde et tydeligt indhug i hans ellers ukuelige helbred, og et beskadiget ben gav også skår i glæden. Efter sin hjemkomst prøvede Roosevelt forgæves at overtale præsident Wilson til at lade ham ride i spidsen for en tro kopi af hans Rough Riders ved fronten på Europas slagmark, da USA i 1917 gik ind i 1. verdenskrig.
Den 6. januar 1919 døde Theodore Roosevelt af en blodprop.